# CivCity: Rome
CivCity: Rome – gra ekonomiczna, przygotowana przez Firefly Studios i Firaxis Games, która wyszła w 24 lipca 2006 na komputery osobiste. Gra przenosi gracza w czasy Cesarstwa rzymskiego a jego celem jest zarządzanie zbudowanym przez siebie miastem.

## Rozgrywka
Gra kładzie bardzo duży nacisk na kwestię rozwoju miasta. Gracz może skorzystać z około siedemdziesięciu różnych wynalazków, mogących podnieść poziom życia mieszkańców, jak i poprawić wygląd miasta. Duże znaczenie w grze ma interakcja z mieszkańcami, którzy zdradzą swoje zdanie dotyczące życia w mieście. Dzięki ich sugestiom możesz na bieżąco poprawiać kondycję metropolii i sprawiać, że mieszkańcy będą żyć w lepszych warunkach. Dostępne są również badania (zaczerpnięte z serii gier Civilization, tych samych twórców), które trzeba odkrywać by nasze miasto kwitło. W CivCity: Rome można również tworzyć „cuda świata”, które przynoszą określone korzyści. By ułatwić grę została stworzona Civilopedia, w której opisane są tajniki życia Rzymian.